# 吉武優 (英語講師)
吉武 優（よしたけ まさる 、本名/ 1980年 〈昭和55年〉2月8日 - ）は、日本の教育系YouTuber。ただよび英語科講師、昌平中学高等学校英語科特別講師。シンガーソングライター、俳優としても活動している他、愛猫家でもある。

## 経歴
兵庫県神戸市出身。神戸市立渦が森小学校、神戸市立住吉中学校、神戸市立葺合高等学校を経て、関西学院大学総合政策学部卒業。
大学時代、「東大受験専門」の家庭教師としての成功体験を持ち、これをきっかけに予備校業界に進んだ。大学卒業後、神戸市内の高校に英語教諭として勤めるが、エンターテイナーの世界を目指して24歳で上京した。
2007年、映画『アディクトの優劣感』にテンパリ役として、出演して俳優デビューを果たした。2011年、台湾映画の『セデック・バレ 第一部 太陽旗／第二部 虹の橋』に 山田巡査役として出演した。
2008年10月8日、ミニアルバム『Look Forward』をリリースしてシンガーソングライターデビューを果たした。2009年12月には2枚目のミニアルバム『A little dreamer...』を配信リリースした。2011年6月22日、自身初のシングル作『ヒラリヒトヒラ』を配信限定リリース。
2010年には台湾最大の野外ロックフェス 「春天吶喊 2010」へ出演した。
2021年2月、ただよび英語科担当になった。